# St. Petersburg Open 2009 - Qualificazioni singolare
Le qualificazioni del singolare  dello  St. Petersburg Open 2009 sono state un torneo di tennis preliminare per accedere alla fase finale della manifestazione. I vincitori dell'ultimo turno sono entrati di diritto nel tabellone principale. In caso di ritiro di uno o più giocatori aventi diritto a questi sono subentrati i lucky loser, ossia i giocatori che hanno perso nell'ultimo turno ma che avevano una classifica più alta rispetto agli altri partecipanti che avevano comunque perso nel turno finale.
Le qualificazioni del torneo St. Petersburg Open  2009 prevedevano 32 partecipanti di cui 4 sono entrati nel tabellone principale.

## Teste di serie
1. Serhij Stachovs'kyj (Qualificato)
2. Oleksandr Dolgopolov (Qualificato)
3. Marsel İlhan (primo turno)
4. Jurij Ščukin (Qualificato)

1. Serhij Bubka (ultimo turno)
2. Noam Okun (ultimo turno)
3. Valery Rudnev (ultimo turno)
4. Petru-Alexandru Luncanu (Qualificato)

## Qualificati
1. Serhij Stachovs'kyj
2. Oleksandr Dolgopolov

1. Petru-Alexandru Luncanu
2. Jurij Ščukin

## Tabellone

### Legenda
| - Q = Qualificato - WC = Wild card - LL = Lucky loser | - ALT = Alternate - SE = Special Exempt - PR = Protected Ranking | - w/o = Walkover - r = Ritirato - d = Squalificato |

### Sezione 1
|  | Primo turno      | Primo turno         | Primo turno         | Primo turno | Primo turno |  |  | Secondo turno | Secondo turno       | Secondo turno       | Secondo turno | Secondo turno |    |   | Ultimo turno | Ultimo turno        | Ultimo turno        | Ultimo turno | Ultimo turno |  |
|  |                  |                     |                     |             |             |  |  |               |                     |                     |               |               |    |   |              |                     |                     |              |              |  |
|  | 1                | Serhij Stachovs'kyj | Serhij Stachovs'kyj | 6           | 6           |  |  |               |                     |                     |               |               |    |   |              |                     |                     |              |              |  |
|  |                  | Mikhail Balmashev   | Mikhail Balmashev   | 0           | 0           |  |  | 1             | Serhij Stachovs'kyj | Serhij Stachovs'kyj | 6             | 2             |    |   |              |                     |                     |              |              |  |
|  | Filip Polášek    | Filip Polášek       | Filip Polášek       | 6           | 6           |  |  |               | Filip Polášek       | Filip Polášek       | 4             | 1r            |    |   |              |                     |                     |              |              |  |
|  | Pavel Chekhov    | Pavel Chekhov       | Pavel Chekhov       | 2           | 4           |  |  |               |                     |                     |               |               |    |   | 1            | Serhij Stachovs'kyj | Serhij Stachovs'kyj | 7            | 6            |  |
|  | Alexander Lobkov | Alexander Lobkov    | Alexander Lobkov    | 6           | 7           |  |  |               |                     | 5                   | Serhij Bubka  | Serhij Bubka  | 69 | 2 |              |                     |                     |              |              |  |
|  | Travis Parrott   | Travis Parrott      | Travis Parrott      | 2           | 5           |  |  |               | Alexander Lobkov    | Alexander Lobkov    | 6             | 3             |    |   |              |                     |                     |              |              |  |
|  | 5                | Serhij Bubka        | 6                   | 65          | 7           |  |  | 5             | Serhij Bubka        | Serhij Bubka        | 7             | 6             |    |   |              |                     |                     |              |              |  |
|  |                  | Denis Macukevič     | 1                   | 7           | 5           |  |  |               |                     |                     |               |               |    |   |              |                     |                     |              |              |  |

### Sezione 2
|  | Primo turno       | Primo turno          | Primo turno          | Primo turno       | Primo turno |  |  | Secondo turno | Secondo turno        | Secondo turno        | Secondo turno | Secondo turno |   |   | Ultimo turno | Ultimo turno         | Ultimo turno         | Ultimo turno | Ultimo turno |  |
|  |                   |                      |                      |                   |             |  |  |               |                      |                      |               |               |   |   |              |                      |                      |              |              |  |
|  | 2                 | Oleksandr Dolgopolov | Oleksandr Dolgopolov | 7                 | 6           |  |  |               |                      |                      |               |               |   |   |              |                      |                      |              |              |  |
|  |                   | Andrey Yakovlev      | Andrey Yakovlev      | 5                 | 4           |  |  | 2             | Oleksandr Dolgopolov | Oleksandr Dolgopolov | 6             | 6             |   |   |              |                      |                      |              |              |  |
|  | Alexander Zhurbin | Alexander Zhurbin    | Alexander Zhurbin    | Alexander Zhurbin | 6           |  |  |               | Alexander Zhurbin    | Alexander Zhurbin    | 3             | 0             |   |   |              |                      |                      |              |              |  |
|  | Jaroslav Levinský | Jaroslav Levinský    | Jaroslav Levinský    | Jaroslav Levinský | 6r          |  |  |               |                      |                      |               |               |   |   | 2            | Oleksandr Dolgopolov | Oleksandr Dolgopolov | 6            | 6            |  |
|  | Andrey Kumantsov  | Andrey Kumantsov     | Andrey Kumantsov     | 6                 | 7           |  |  |               |                      | 7                    | Valery Rudnev | Valery Rudnev | 2 | 4 |              |                      |                      |              |              |  |
|  | Mikhail Fufygin   | Mikhail Fufygin      | Mikhail Fufygin      | 1                 | 5           |  |  |               | Andrey Kumantsov     | Andrey Kumantsov     | 4             | 0             |   |   |              |                      |                      |              |              |  |
|  | 7                 | Valery Rudnev        | Valery Rudnev        | 6                 | 6           |  |  | 7             | Valery Rudnev        | Valery Rudnev        | 6             | 6             |   |   |              |                      |                      |              |              |  |
|  |                   | Alexander Vasin      | Alexander Vasin      | 2                 | 3           |  |  |               |                      |                      |               |               |   |   |              |                      |                      |              |              |  |

### Sezione 3
|  | Primo turno     | Primo turno             | Primo turno     | Primo turno | Primo turno |  |  | Secondo turno   | Secondo turno           | Secondo turno           | Secondo turno           | Secondo turno |   |   | Ultimo turno | Ultimo turno | Ultimo turno | Ultimo turno | Ultimo turno |  |
|  |                 |                         |                 |             |             |  |  |                 |                         |                         |                         |               |   |   |              |              |              |              |              |  |
|  |                 | Ilya Belyaev            | Ilya Belyaev    | 6           | 7           |  |  |                 |                         |                         |                         |               |   |   |              |              |              |              |              |  |
|  | 3               | Marsel İlhan            | Marsel İlhan    | 3           | 611         |  |  | Ilya Belyaev    | Ilya Belyaev            | Ilya Belyaev            | 6                       | 6             |   |   |              |              |              |              |              |  |
|  | Sergey Strelkov | Sergey Strelkov         | Sergey Strelkov | 6           | 6           |  |  | Sergey Strelkov | Sergey Strelkov         | Sergey Strelkov         | 3                       | 2             |   |   |              |              |              |              |              |  |
|  | Andrei Gorban   | Andrei Gorban           | Andrei Gorban   | 4           | 3           |  |  |                 |                         |                         |                         |               |   |   |              | Ilya Belyaev | 6            | 3            | 1            |  |
|  | Sergej Krotjuk  | Sergej Krotjuk          | Sergej Krotjuk  | 6           | 4           |  |  |                 |                         | 8                       | Petru-Alexandru Luncanu | 1             | 6 | 6 |              |              |              |              |              |  |
|  | Denys Molčanov  | Denys Molčanov          | Denys Molčanov  | 2           | 2r          |  |  |                 | Sergej Krotjuk          | Sergej Krotjuk          | 5                       | 4             |   |   |              |              |              |              |              |  |
|  | 8               | Petru-Alexandru Luncanu | 6               | 65          | 6           |  |  | 8               | Petru-Alexandru Luncanu | Petru-Alexandru Luncanu | 7                       | 6             |   |   |              |              |              |              |              |  |
|  |                 | Evgenij Kirillov        | 4               | 7           | 3           |  |  |                 |                         |                         |                         |               |   |   |              |              |              |              |              |  |

### Sezione 4
|  | Primo turno        | Primo turno        | Primo turno        | Primo turno | Primo turno |  |  | Secondo turno | Secondo turno      | Secondo turno      | Secondo turno | Secondo turno |   |   | Ultimo turno | Ultimo turno | Ultimo turno | Ultimo turno | Ultimo turno |  |
|  |                    |                    |                    |             |             |  |  |               |                    |                    |               |               |   |   |              |              |              |              |              |  |
|  | 4                  | Jurij Ščukin       | Jurij Ščukin       | 6           | 6           |  |  |               |                    |                    |               |               |   |   |              |              |              |              |              |  |
|  |                    | Deniss Pavlovs     | Deniss Pavlovs     | 4           | 2           |  |  | 4             | Jurij Ščukin       | 64                 | 7             | 7             |   |   |              |              |              |              |              |  |
|  | Evgenij Donskoj    | Evgenij Donskoj    | Evgenij Donskoj    | 6           | 6           |  |  |               | Evgenij Donskoj    | 7                  | 5             | 5             |   |   |              |              |              |              |              |  |
|  | Artur Chernov      | Artur Chernov      | Artur Chernov      | 1           | 2           |  |  |               |                    |                    |               |               |   |   | 4            | Jurij Ščukin | 2            | 6            | 7            |  |
|  | Alexey Iremashvili | Alexey Iremashvili | Alexey Iremashvili | 6           | 6           |  |  |               |                    | 6                  | Noam Okun     | 6             | 2 | 6 |              |              |              |              |              |  |
|  | Andrei Ciumac      | Andrei Ciumac      | Andrei Ciumac      | 3           | 4           |  |  |               | Alexey Iremashvili | Alexey Iremashvili | 2             | 2             |   |   |              |              |              |              |              |  |
|  | 6                  | Noam Okun          | Noam Okun          | 6           | 6           |  |  | 6             | Noam Okun          | Noam Okun          | 6             | 6             |   |   |              |              |              |              |              |  |
|  |                    | Vitali Reshetnikov | Vitali Reshetnikov | 2           | 2           |  |  |               |                    |                    |               |               |   |   |              |              |              |              |              |  |